# Островниця (Радомський повіт)
Островниця (пол. Ostrownica) — село в Польщі, у гміні Пйонки Радомського повіту Мазовецького воєводства.